# (880) Herba
(880) Herba – planetoida z pasa głównego asteroid okrążająca Słońce w ciągu 5 lat i 74 dni w średniej odległości 3 au. Została odkryta 22 lipca 1917 roku w Landessternwarte Heidelberg-Königstuhl w Heidelbergu przez Maxa Wolfa. Nazwa pochodzi od Herby boga nieszczęść i ubóstwa w mitologii greckiej. Przed nadaniem nazwy planetoida nosiła oznaczenie tymczasowe (880) 1917 CK.